# Szyriajewe
Szyriajewe (ukr. Ширяєве) – osiedle typu miejskiego w obwodzie odeskim Ukrainy, rejonu berezowskiego.
Status osiedla typu miejskiego posiada od 1965 roku. Liczy ponad 7 tysięcy mieszkańców.